# Vorfall von Huanggutun
Bei dem Vorfall von Huanggutun (chinesisch 皇姑屯事件; Pinyin Huánggū Tún Shìjiàn; auch bekannt als englisch Zhang Zuolin Explosion Death Incident; japanisch 張作霖爆殺事件; Hepburn Chōsakurin bakusatsu jiken) wurde der chinesische Kriegsherr Zhang Zuolin in der Nähe von Shenyang am 4. Juni 1928 ermordet.

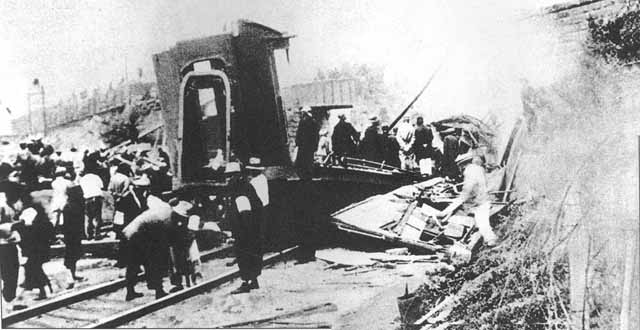
Der Bahnhof Huanggutun kurz nach der Explosion

Zhang wurde getötet, als sein persönlicher Zug durch eine von der Kwantung-Armee geplante Explosion am Bahnhof Huanggutun zerstört wurde. Zhangs Tod hatte unerwünschte Folgen für das Kaiserreich Japan. Es hatte gehofft seine Interessen in der Mandschurei am Ende der Warlord-Ära voranzutreiben. Der Vorfall verzögerte die japanische Invasion in der Mandschurei um mehrere Jahre.

## Widersprüchlichkeiten Japans mit der Fengtian-Clique
Nach der Xinhai-Revolution von 1911 löste sich China in spontaner Dezentralisierung auf, wobei lokale Beamte und Militärführer unabhängig von der Kontrolle durch die schwache Zentralregierung die Macht übernahmen. In Nordchina spaltete sich die einst mächtige Beiyang-Armee nach dem Tod von Yuan Shikai im Jahr 1916 in verschiedene Fraktionen auf. Zhang Zuolin, der Anführer der Fengtian-Clique, war einer der mächtigsten Warlords und schaffte es damals, die Kontrolle über die Mandschurei zu übernehmen.
Zur Zeit der Ersten Einheitsfront im Jahr 1924 war die ausländische Unterstützung in China im Allgemeinen wie folgt aufgeteilt:
- Die Fengtian-Clique von Japan
- Die Zhili-Clique von Europa und den Vereinigten Staaten
- Die Kuomintang von der Sowjetunion

Japan hatte seit dem Ende des Russisch-Japanischen Krieges wirtschaftliche und politische Interessen in der Region und war an den weitgehend unerschlossenen natürlichen Ressourcen in der Region interessiert. Die japanische Kwantung-Armee, war unter anderem für die Sicherung der Südmandschurischen Eisenbahn verantwortlich und hatte daher Truppen in der Mandschurei stationiert, die die Fengtian-Clique materiell und logistisch unterstützten. Die Zusammenarbeit war zunächst zum beidseitigen Vorteil. Zhang bot Sicherheit für die Eisenbahn und die japanischen Wirtschaftsinteressen und ermöglichte umfangreiche japanische Investitionen. Die kaiserliche japanische Armee unterstützte Zhang im Ersten und Zweiten Zhili-Fengtian-Krieg. Zhang wollte jedoch Japans Hilfe ausschließlich um sein Territorium zu erweitern. Japan aber stellte sich eine zukünftige gemeinsame Besetzung der Mandschurei mit Zhang vor. Nachdem Zhang seine Ziele erreicht hatte, versuchte er, die Beziehungen zu den Vereinigten Staaten und dem Vereinigten Königreich zu verbessern, indem er beiden Ländern freien Zugang zu den Handels-, Investitions- und Wirtschaftsmöglichkeiten in der Mandschurei gewährte. Dies hatte er vorher nur den Japanern gewährt.
Diese Änderung der Politik erfolgte während Japan sich inmitten einer schweren Wirtschaftskrise befand (die auf das große Kantō-Erdbeben von 1923 und die darauffolgenden wirtschaftlichen Depressionen zurückzuführen war) und verursachte sowohl Alarm als auch Irritationen in der Führung der Kwantung-Armee. Die Situation wurde durch den Erfolg der Nordexpedition unter der Führung von Chiang Kai-shek von der Nationalen Revolutionsarmee weiter erschwert.
Die Nationalisten und die Kommunisten wurden von der Sowjetunion unterstützt, die bereits Marionettenregierungen in der nahe gelegenen Mongolei und in Tannu Tuva eingesetzt hatte.
Die Japaner hielten es für strategisch inakzeptabel, dass die Mandschurei unter sowjetische Herrschaft fiel. Zhang Zuolin erschien ihnen nicht länger als vertrauenswürdiger Verbündeter, der in der Lage war, eine de facto unabhängige Mandschurei aufrechtzuerhalten. Japan brauchte eine Grundlage, um seine effektive Kontrolle über die Mandschurei ohne Kampf oder ausländische Intervention aufzubauen. Japan glaubte, die Spaltung der Fengtian-Clique durch die Ersetzung von Zhang durch einen kooperativeren Führer würde dies tun.

## Verlauf

### Explosion
Zhang verließ Peking in der Nacht des 3. Juni 1928, um mit dem Zug nach Shenyang zu fahren. Der Zug fuhr entlang der Jingfeng-Strecke, die stark von seinen eigenen Truppen bewacht wurde. Der einzige Ort entlang der Eisenbahn, der nicht unter Zhangs Kontrolle stand, war mehrere Kilometer östlich des Bahnhofs Huanggutun am Stadtrand von Shenyang, wo die Südmandschurische Eisenbahn sich mit der Jingfeng-Eisenbahn auf einer Brücke kreuzte.

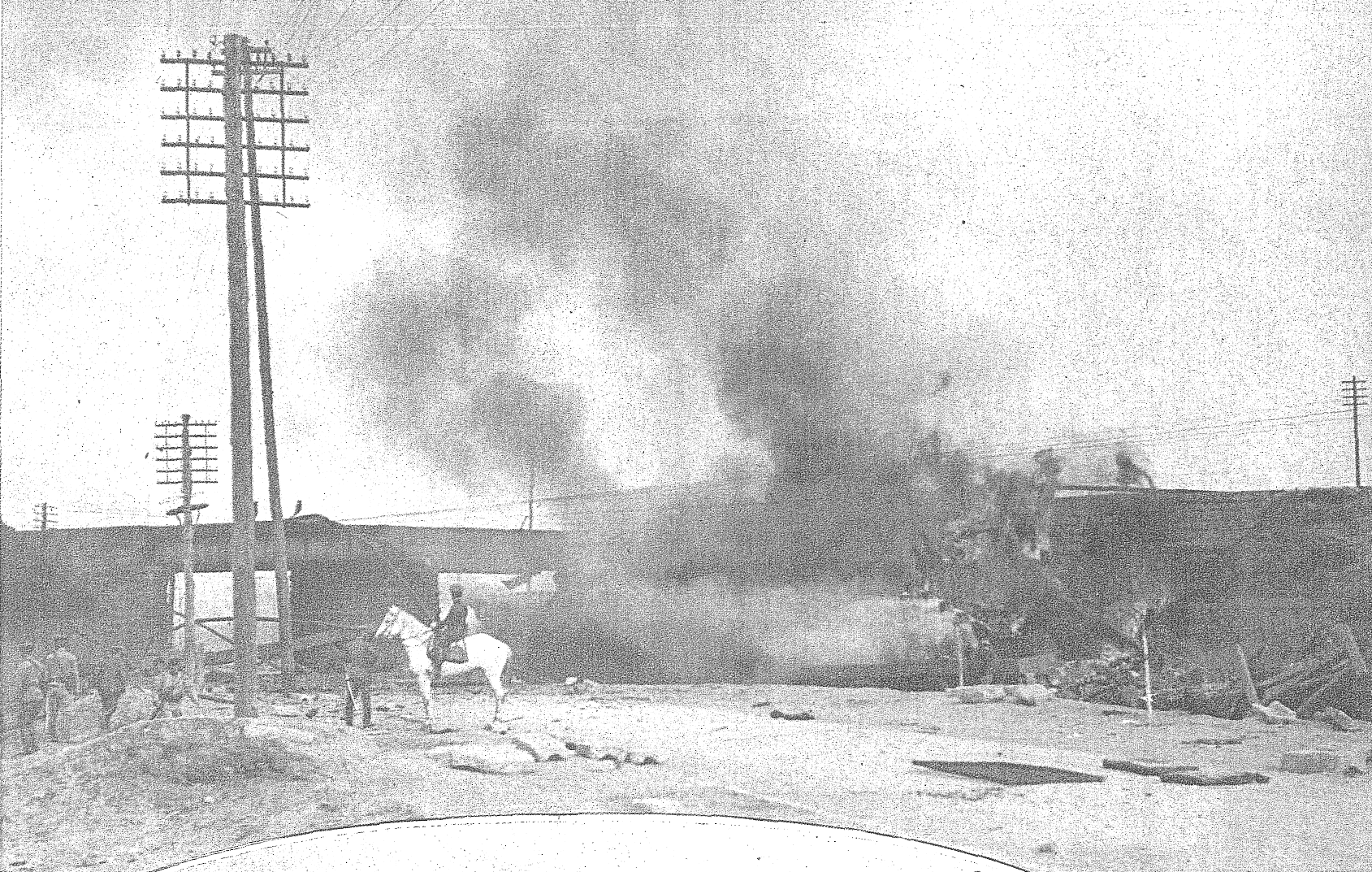
Ermordung von Zhang

Oberst Daisaku Kōmoto, ein Junioroffizier der Kwantung-Armee, glaubte, dass die Ermordung von Zhang der schnellste Weg wäre, einen neuen Führer einzusetzen, der den japanischen Forderungen besser zugänglich wäre, und plante eine Operation ohne direkte Befehle aus Tokio. Der japanische China-Experte Tōichi Sasaki behauptete, er habe Kōmoto diese Idee gegeben. Kapitän Kaneo Tōmiya war für die Ausführung des Plans verantwortlich. Die Bombe selbst wurde von Leutnant Sadatoshi Fujii auf der Brücke platziert. Als Zhangs Zug am 4. Juni um 5:23 Uhr die Brücke passierte, explodierte die Bombe. Mehrere von Zhangs Beamten, darunter der Gouverneur der Provinz Heilongjiang, Wu Junsheng, starben sofort. Zhang wurde tödlich verwundet und in sein Haus in Shenyang geschickt. Er starb einige Stunden später.

### Nachwirkungen

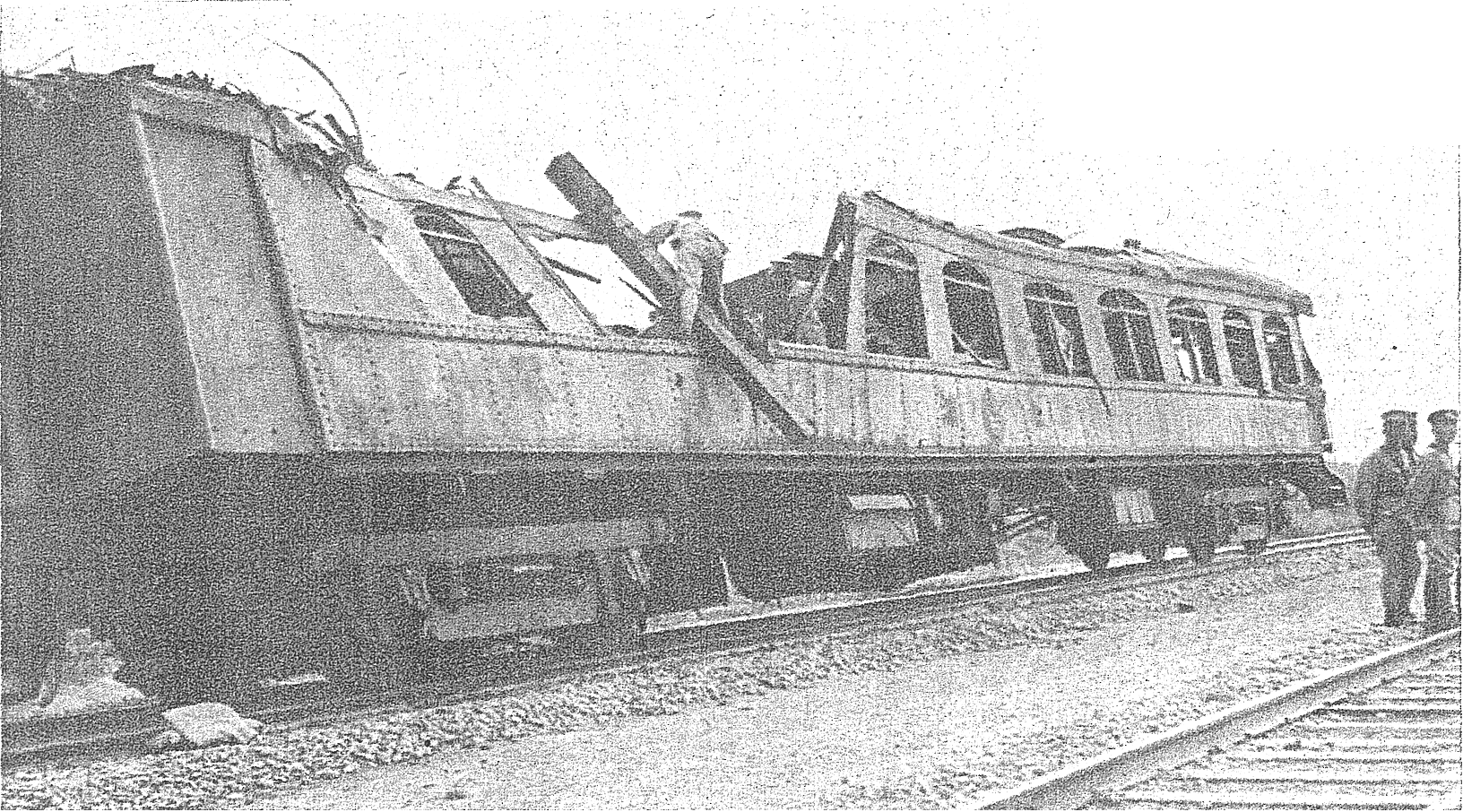
Das Wrack des Zuges nach der Explosion

Zum Zeitpunkt des Attentats war die Kwantung-Armee bereits dabei, Yang Yuting, einen hochrangigen General der Fengtian-Clique, als Zhangs Nachfolger vorzubereiten. Das eigentliche Attentat überraschte jedoch sogar die Führung der Kwantung-Armee, da keine Truppen mobilisiert wurden und die Kwantung-Armee keinen Vorteil daraus ziehen konnte, Zhangs chinesische Feinde zu beschuldigen und den Vorfall als Casus Belli für eine japanische Militärintervention zu nutzen. Stattdessen wurde der Vorfall von der internationalen Gemeinschaft und sowohl von militärischen als auch von zivilen Behörden in Tokio selbst scharf verurteilt. Auch der Aufstieg von Zhangs Sohn Zhang Xueliang als Nachfolger und Anführer der Fengtian-Clique kam überraschend.

## Konsequenzen
Um Konflikte mit Japan zu vermeiden, die die Japaner zu einer militärischen Reaktion provozieren könnten, beschuldigte der jüngere Zhang Xueliang Japan nicht direkt der Komplizenschaft bei der Ermordung seines Vaters, sondern führte stattdessen stillschweigend eine Politik der Versöhnung mit der nationalistischen Regierung von Chiang Kai-shek durch. Was ihn anstatt Yang Yuting zum anerkannten Herrscher der Mandschurei machte. Das Attentat schwächte somit die politische Position Japans in der Mandschurei erheblich.
Darüber hinaus hatte das Attentat, das von niederrangigen Offizieren durchgeführt wurde, nicht die vorherige Zustimmung des Generalstabs der kaiserlichen japanischen Armee. Kaiser Hirohito kritisierte das Ereignis scharf und entließ schließlich den japanischen Premierminister Tanaka Giichi wegen seiner Unfähigkeit, die Verschwörer des Vorfalls zu verhaften und strafrechtlich zu verfolgen.
Um ihre Ziele in der Mandschurei zu erreichen, musste die Kwantung-Armee mehrere Jahre warten, bevor sie einen weiteren Vorfall verursachte, um die Invasion der Mandschurei und die anschließende Errichtung des Marionettenstaates Mandschukuo unter Puyi, dem letzten Kaiser der Qing-Dynastie, zu rechtfertigen.